# André Rousselet
André Rousselet (Nancy, 1 de outubro de 1922 - Paris, 29 de maio de 2016) foi executivo de televisão e empresario francês. Ele foi deputado, subprefeito, proprietário do Taxi G7 e um dos fundadores do Canal Plus.